# Kunhegyes
Kunhegyes é uma cidade da Hungria, situada no condado de Jász-Nagykun-Szolnok. Tem 148,93 km² de área e sua população em 2019 foi estimada em 7.521 habitantes.